# گرگور ژیدان
گرگور ژیدان (کرواتی: Gregor Židan؛ زادهٔ ۵ اکتبر ۱۹۶۵) بازیکن فوتبال اهل کرواسی-اسلوونی بود.
از باشگاه‌هایی که در آن بازی کرده‌است می‌توان به باشگاه فوتبال ماریبور، باشگاه فوتبال دینامو زاگرب، و باشگاه فوتبال گراجانسکی زاگرب اشاره کرد.
وی همچنین در تیم‌های ملی فوتبال کرواسی و اسلوونی بازی کرده‌است.